# MKB-10 Poglavje XI: Bolezni prebavil
| Mednarodna klasifikacija bolezni in sorodnih zdravstvenih problemov 10. popravljena izdaja | Mednarodna klasifikacija bolezni in sorodnih zdravstvenih problemov 10. popravljena izdaja | Mednarodna klasifikacija bolezni in sorodnih zdravstvenih problemov 10. popravljena izdaja     |
| Poglavje                                                                                   | Kategorije                                                                                 | Naslov                                                                                         |
| ------------------------------------------------------------------------------------------ | ------------------------------------------------------------------------------------------ | ---------------------------------------------------------------------------------------------- |
| I                                                                                          | A00-B99                                                                                    | Nekatere infekcijske in parazitske bolezni                                                     |
| II                                                                                         | C00-D48                                                                                    | Neoplazme                                                                                      |
| III                                                                                        | D50-D89                                                                                    | Bolezni krvi in krvotvornih organov in nekatere bolezni, pri katerih je udeležen imunski odziv |
| IV                                                                                         | E00-E90                                                                                    | Endokrine, prehranske in presnovne bolezni                                                     |
| V                                                                                          | F00-F99                                                                                    | Duševne in vedenjske motnje                                                                    |
| VI                                                                                         | G00-G99                                                                                    | Bolezni živčevja                                                                               |
| VII                                                                                        | H00-H59                                                                                    | Bolezni očesa in adneksov                                                                      |
| VIII                                                                                       | H60-H95                                                                                    | Bolezni ušesa in mastoida                                                                      |
| IX                                                                                         | I00-I99                                                                                    | Bolezni obtočil                                                                                |
| X                                                                                          | J00-J99                                                                                    | Bolezni dihal                                                                                  |
| XI                                                                                         | K00-K93                                                                                    | Bolezni prebavil                                                                               |
| XII                                                                                        | L00-L99                                                                                    | Bolezni kože in podkožja                                                                       |
| XIII                                                                                       | M00-M99                                                                                    | Bolezni mišično-skeletnega sistema in vezivnega tkiva                                          |
| XIV                                                                                        | N00-N99                                                                                    | Bolezni sečil in spolovil                                                                      |
| XV                                                                                         | O00-O99                                                                                    | Nosečnost, porod in poporodno obdobje                                                          |
| XVI                                                                                        | P00-P96                                                                                    | Nekatera stanja, ki izvirajo v obporodnem obdobju                                              |
| XVII                                                                                       | Q00-Q99                                                                                    | Prirojene malformacije, deformacije in kromosomske nenormalnosti                               |
| XVIII                                                                                      | R00-R99                                                                                    | Simptomi, znaki in nenormalni klinični in laboratorijski izvidi, ki niso uvrščeni drugje       |
| XIX                                                                                        | S00-T98                                                                                    | Poškodbe, zastrupitve in nekatere druge posledice zunanjih vzrokov                             |
| XX                                                                                         | V01-Y98                                                                                    | Zunanji vzroki obolevnosti in umrljivosti                                                      |
| XXI                                                                                        | Z00-Z99                                                                                    | Dejavniki, ki vplivajo na zdravstveno stanje in na stik z zdravstveno službo                   |
| XXII                                                                                       | U00-U99                                                                                    | Kode za posebno uporabo                                                                        |

Mednarodno klasifikacijo bolezni in sorodnih zdravstvenih problemov 10-ta revizija (MKB-10) objavlja Svetovna zdravstvena organizacija (WHO)..  Ta stran vsebuje MKB-10 Poglavje XI: Bolezni prebavil.

## K00-K93 - Bolezni prebavil

### (K00-K14) Bolezni ustne votline, žlez slinavk in čeljusti
- (K00) Nepravilnosti v razvoju in izraščanju zob
  - (K00.0) Anodontija
  - (K00.1) Nadštevilni zobje
  - (K00.2) Nepravilnosti v velikosti in obliki zob
    - Zraščenost zob
    - Podvojenost zob
    - Zlitje zob
    - Dens evaginatus
    - Dens invaginatus
    - Skleninski biseri
    - Makrodontija
    - Mikrodontija
    - Koničavost zoba
    - Tavrodontizem
    - Tuberculum paramolare

  - (K00.3) Lisavost zob
    - Fluoroza zob
    - Lisavost sklenine
    - Nefluoridne motnosti sklenine

  - (K00.4) Motnje v nastajanju zoba
    - Diceleracija zoba
    - Hipoplazija sklenine
    - Regionalna odontodisplazija
    - Turnerjevi zobje

  - (K00.5) Dedne motnje v zgradbi zoba, ki niso uvrščene drugje
    - Amelogenesis imperfecta
    - Dentinogenesis imperfecta
    - Odontogenesis imperfecta
    - Dentinska displazija

  - (K00.6) Motnje pri izraščanju zob
  - (K00.7) Sindrom denticije
  - (K00.8) Druge nepravilnosti v razvoju zoba
  - (K00.9) Razvojne nepravilnosti zob, neopredeljene
- (K01) Retinirani in impaktirani zobje
  - (K01.0) Retinirani zobje
  - (K01.1) Impaktirani zobje
- (K02) Zobni karies
  - (K02.0) Karies omejen na sklenino
  - (K02.1) Dentinski karies
  - (K02.2) Cementni karies
  - (K02.3) Ustavljeni zobni karies
  - (K02.4) Odontoclasia
  - (K02.8) Drugi vrste zobni karies
  - (K02.9) Zobni karies, neopredeljen
- (K03) Druge bolezni trdih zobnih tkiv
  - (K03.0) Prekomerna atricija zob
  - (K03.1) Abrazija zob
  - (K03.2) Erozija zob
  - (K03.3) Bolezenska resorpcija zob
  - (K03.4) Hipercementoza
  - (K03.5) Ankiloza zob
  - (K03.6) Zobne pbloge
  - (K03.7) Sprememba barve trdih zobnih tkiv po izrasti zoba
  - (K03.8) Druge opredeljene bolezni trdih zobnih tkiv
  - (K03.9) Bolezen trdih zobnih tkiv, neopredeljena
- (K04) Bolezni pulpe in periapikalnih tkiv
  - (K04.0) Pulpitis
  - (K04.1) Nekroza pulpe
  - (K04.2) Degeneracija pulpe
  - (K04.3) Nenormalna tvorba trdih tkiv v pulpi
  - (K04.4) Akutni apikalni parodontitis pulpnega izvora
  - (K04.5) Kronični apikalni parodontitis
  - (K04.6) Periapikalni absces s fistulo
  - (K04.7) Periapikalni absces brez fistule
  - (K04.8) Radikularna cista
  - (K04.9) Druge in neopredeljene bolezni pulpe in periapikalnih tkiv
- (K05) Gingivitis in bolezni parodoncija
  - (K05.0) Akutni gingivitis
  - (K05.1) Kronični gingivitis
  - (K05.2) Akutni parodontitis
  - (K05.3) Kronični parodontitis
    - Parodontitis BDO

  - (K05.4) Parodontoza
  - (K05.5) Druge bolezni parodoncija
  - (K05.6) Bolezen parodoncija, neopredeljena
- (K06) Druge nepravilnosti dlesen in brezzobega čeljustnega grebena
  - (K06.0) Zmanjšanje dlesen
  - (K06.1) Povečanje dlesen
  - (K06.2) Okvare dlesen in brezzobega čeljustnega grebena, povezane s poškodbo
  - (K06.8) Druge opredeljene nepravilnosti dlesni in brezzobega čeljustnega grebena
    - Epulis fibromatosa
    - Mlahavost čeljustnega grebena
    - Epulis gigantocellularis
    - Periferni gigantocelularni granulom
    - Piogeni granulom dlesen

  - (K06.9) Nepravilnosti dlesen in brezzobega čeljustnega grebena, neopredeljene
- (K07) Zobnoobrazne (dentofacialne) anomalije (vključno z  malokluzijo - nepravilost griza)
  - (K07.0) Večje velikostne anomalije čeljusti
    - Hiperplazija spodnje čeljusti
    - Hiperplazija zgornje čeljusti
    - Hipoplazija spodnje čeljusti
    - Hipoplazija zgornje čeljusti
    - Macrognathia (mandibularis)(maxillaris)
    - Micrognathia (mandibularis)(maxillaris)

  - (K07.1) Anomalija razmerja med čeljustmi in lobanjsko bazo
    - Asimetrija čeljusti
    - Prognathia (mandibularis)(maxillaris)
    - Retrognathia (mandibularis)(maxillaris)

  - (K07.2) Anomalije razmerja zobnih lokov
    - Križni griz (v sprednjem delu)(v stranskem delu)
    - Distalni griz
    - Mezialni griz
    - Neskladje središčnic zobnih lokov
    - Odprti griz (v sprednjem delu)(v stranskem delu)
    - Globoki griz (prekomerni)
    - Škarjasti griz

  - (K07.3) Anomalije položaja zob
    - Nagnetenost zob
    - Diastema
    - Nepravilen položaj zoba
    - Zasukanost zoba
    - Razmaknjenost zob
    - Transpozicija zoba
    - Impaktirani ali retinirani zobje z nepravilnim položajem teh ali sosednjih zob

  - (K07.4) Nepravilnosti griza, neopredeljene
  - (K07.5) Dentofacialne funkcijske nepravilnosti
    - Nepravilno zapiranje čeljusti
    - Nepravilnost griza zaradi nepravilnega požiranja
    - Nepravilnost griza zaradi dihanja na usta
    - Nepravilnost griza zaradi razvad v drži jezika, ustnic ali prstov

  - (K07.6) Nepravilnosti čeljustnega sklepa
    - Costenov sindrom
    - Motnje v delovanju čeljustnega sklepa
    - Pokanje v čeljustnem sklepu
    - Sindrom bolečine in disfunkcije čeljustnega sklepa

  - (K07.8) Druge vrste dentofacialnih anomalij
  - (K07.9) Dentofacialnia anomalija, neopredeljena
- (K08) Druge nepravilnosti v zvezi z zobmi in opornimi strukturami
  - (K08.0) Eksfoliacija zob zaradi sistemskih vzrokov
  - (K08.1) Izguba zob zaradi poškodbe, ekstrakcije ali omejene paradontalne bolezni
  - (K08.2) Atrofija brezzobega čeljustnega grebena
  - (K08.3) Preostala zobna korenina
  - (K08.8) Druge opredeljene nepravilnosti zob in opornih struktur
    - Povečanje alveolarnega grebena BDO
    - Nepravilnosti alveolarnega grebena
    - Zobobol BDO

  - (K08.9) Nepravilnost zob in opornih struktur, neopredeljena
- (K09) Ciste ustnega področja, ki niso uvrščene drugje
  - (K09.0) Odontogene razvojne ciste
  - (K09.1) Razvojne neodontogene ciste ustnega področja
  - (K09.2) Druge ciste v čeljustnih kosteh
  - (K09.8) Druge ciste ustnega področja, ki niso uvrščene drugje
  - (K09.9) Cista ustnega področja, neopredeljena
- (K10) Druge bolezni čeljusti
  - (K10.0) Razvojne nepravilnosti čeljusti
    - Torus mandibularis
    - Torus palatinus
    - Stafnejeva cista

  - (K10.1) Gigantocelularni granulom, centralni
  - (K10.2) Vnetne spremembe na čeljustnih kosteh
    - Osteitis (kronični)(gnojni)(akutni) čeljustne kosti
    - Osteomielitis (novorojenčkov) (kronični)(gnojni)(akutni) čeljustne kosti
    - Osteoradionekroza (kronična)(gnojna)(akutna) čeljustne kosti
    - Periostitis (kronični)(gnojni)(akutni) čeljustne kosti

  - (K10.3) Alveolitis čeljustnih kosti
  - (K10.8) Druge opredeljene bolezni čeljusti
    - Kerubizem čeljustne kosti

  - (K10.9) Bolezen čeljusti, neopredeljena
- (K11) Bolezni žlez slinavk
  - (K11.0) Atrofija žlez slinavk
  - (K11.1) Hipertrofija žlez slinavk
  - (K11.2) Vnetje žlez slinavk
  - (K11.3) Absces žleze slinavke
  - (K11.4) Fistula žleze slinavke
  - (K11.5) Sialolitiaza
  - (K11.6) Mukokela žleze slinavke
    - Ranula

  - (K11.7) Motnje v izločanju sline
    - Hipoptializem
    - Ptializem
    - Kserostomija

  - (K11.8) Druge opredeljene bolezni žlez slinavk
    - Benigna limfoepitelijska sprememba žleze slinavke
    - Mikuliczeva bolezen
    - Nekrotizirajoča sialometaplazija
    - Sialektazija

  - (K11.9) Bolezen žlez slinavk, neopredeljena
    - Sialadenopatija BDO
- (K12) Stomatitis in spremljajoče spremembe
  - (K12.0) Ponavljajoče se ustne afte
    - Stomatitis aphtosa (major)(minor)
    - Stomatitis herpetiformis

  - (K12.1) Druge oblike stomatitisa
  - (K12.2) Gnojna vnetja v ustih
- (K13) Druge bolezni ustnic in ustne sluznice
  - (K13.0) Bolezni ustnic
    - Heilitis
    - Heilodinija
    - Heiloza

  - (K13.1) Grizenje v lica in ustnice
  - (K13.2) Levkoplakija in druge motnje ustnega epitelija, vključno jezika
    - Eritroplakija

  - (K13.3) Dlaksata levkoplakija
  - (K13.4) Granulomi in njim podobne spremembe ustne sluznice
    - Verukozni ksantom ustne sluznice

  - (K13.5) Submukozna fibroza ust
  - (K13.6) Hiperplazija ustne sluznice zaradi draženja
  - (K13.7) Druge in neopredeljene spremembe ustne sluznice
- (K14) Bolezni jezika
  - (K14.0) Glositis
  - (K14.1) Lingua geographica
  - (K14.2) Glossitis mediana rhomboidea
  - (K14.3) Hipertrofija jezičnih papil
    - Obloženi jezik

  - (K14.4) Atrofija jezičnih papil
  - (K14.5) Razbrazdani jezik
    - Lingua fissurata
    - Lingua plicata
    - Lingua scrotalis

  - (K14.6) Glosodinija
    - Pekoči jezik
    - Boleči jezik

  - (K14.8) Druge bolezni jezika
  - (K14.9) Bolezen jezika, neopredeljena
    - Glosopatija BDO

### (K20-K31) Bolezni požiralnika (ezofagusa), želodca in dvanajstnika (duodenuma)
- (K20) Esofagitis
- (K21) Gastroezofagealna refluksna bolezen
- (K22) Druge bolezni požiralnika
  - (K22.0) Ahalazija kardije
    - Kardiospazem

  - (K22.1) Ulkus požiralnika
  - (K22.2) Ezofagealna obstrukcija
  - (K22.3) Perforacija požiralnika
  - (K22.4) Diskinezija požiralnika
  - (K22.5) Divertikel požiralnika, pridobljeni
    - Žepek požiralnika, pridobljeni

  - (K22.6) Gastroezofagealni laceracijsko-hemoragični sindrom
    - Mallory-Weissov sindrom

  - (K22.8) Druge opredeljene bolezni požiralnika
  - (K22.9) Bolezen požiralnika, neopredeljena
- (K23) Motnje požiralnika pri boleznih, uvrščenih drugje
- (K25) Želodčni ulkus  (ulcus ventriculi)
- (K26) Duodenalni ulkus
- (K27) Peptični ulkus, mesto neopredeljeno
- (K28) Gastrojejunalni ulkus
- (K29) Gastritis in duodenitis
  - (K29.0) Akutni hemoragični gastritis
  - (K29.1) Druge vrste akutni gastritis
  - (K29.2) Alkoholni gastritis
  - (K29.3) Kronični površinski gastritis
  - (K29.4) Kronični atrofični gastritis
  - (K29.5) Kronični gastritis, neopredeljen
  - (K29.6) Druge vrste gastritis
    - Gigantski hipertrofični gastritis
    - Granulomatozni gastritis
    - Ménétrierova bolezen

  - (K29.7) Gastritis, neopredeljen
  - (K29.8) Duodenitis
  - (K29.9) Gastroduodenitis, neopredeljen
- (K30) Dispepsija
- (K31) Druge bolezni želodca in dvanajstnika
  - (K31.0) Akutna dilatacija želodca
    - Akutno razširjenje želodca

  - (K31.1) Hipertrofična piloročna stenoza pri odraslih
    - Pilorična stenoza BDO

  - (K31.2) Striktura v obliki peščene ure in stenoza želodca
  - (K31.3) Pilorospaszem, ki ni uvrščen drugje
  - (K31.4) Divertikel želodca
  - (K31.5) Obstrukcija dvanajstnika
  - (K31.6) Fistula želodca in dvanajstnika
  - (K31.7) Polip želodca in duodenuma
  - (K31.8) Druge opredeljene bolezni želodca in dvanajstnika
    - Aklorhidrija
    - Gastroptoza
    - Kontrakcija želodca v obliki peščene ure

  - (K31.9) Bolezen želodca in dvanajstnika, neopredeljena

### (K35-K38) Bolezni slepiča (apendiksa)
- (K35) Akutni apendicitis
  - (K35.0) Akutni apendicitis z generaliziranim peritonitisom
  - (K35.1) Akutni apendicitis s peritonealnim abscesom
    - Absces slepiča

  - (K35.9) Akutni apendicitis, neopredeljen
- (K36) Druge vrste apendicitis
- (K37) Neopredeljeni apendicitis
- (K38) Druge bolezni slepiča
  - (K38.0) Hiperplazija slepiča
  - (K38.1) Apendikularni kamni
    - Fekalit slepiča
    - Sterkolit slepiča

  - (K38.2) Divertikel slepiča
  - (K38.3) Fistula slepiča
  - (K38.8) Druge opredeljene bolezni slepiča
    - Intususcepcija slepiča

  - (K38.9) Bolezen slepiča, neopredeljena

### (K40-K46) Hernija (kila)
- (K40) Ingvinalna hernija
- (K41) Femoralna hernija
- (K42) Umbilikalna hernija (popkovna kila)
- (K43) Ventralna hernija
- (K44) Diafragemska hernija
- (K45) Druge vrste abdominalna hernija
  - (K45.0) Druge vrste opredeljena abdominalna hernija z obstrukcijo, brez gangrene

Katerokoli stanje, navedeno v K45 (brez gangrene):
- ki pozvroča obstrukcijo
- inkarcerirano
- ireponibilno
- strangulirano
- (K45.1) Druge vrste opredeljena abdominalna hernija z gangreno
  - Katerokoli stanje, navedeno v K45, opredeljeno kot gangrenozno
- (K45.8) Druge vrste opredeljena abdominalna hernija brez obstrukcije ali gangrene
- (K46) Neopredeljena abdominalna hernija

### (K50-K52) Neinfekcijski enteritis in kolitis
- (K50) Crohnova bolezen regionalni enteritis
  - (K50.0) Crohnova bolezen tankega črevesa
  - (K50.1) Crohnova bolezen debelega črevesa
  - (K50.8) Druge vrste Crohnova bolezen
  - (K50.9) Crohnova bolezen, neopredeljena
- (K51) Ulcerozni kolitis
  - (K51.0) Ulcerozni (kronični) enterokolitis
  - (K51.1) Ulcerozni (kronični) ileokolitis
  - (K51.2) Ulcerozni (kronični) proktitis
  - (K51.3) Ulcerozni (kronični) rektosigmoiditis
  - (K51.4) Psevdopolipoza kolona
  - (K51.5) Mukozni proktokolitis
  - (K51.8) Druge vrste ulcerozni kolitis
  - (K51.9) Ulcerozni kolitis, neopredeljen
    - Ulcerozni enteritis BDO
- (K52) Druge vrste neinfekcijski gastroenteritis in kolitis
  - (K52.0) Gastroenteritis in kolitis zaradi sevanja
  - (K52.1) Toksični gastroenteritis in kolitis
  - (K52.2) Alergijski in dietetični gastroenteritis in kolitis
  - (K52.8) Drugi opredeljeni neinfekcijski gastroenteritis in kolitis
    - Eozinofilni gastritis
    - Eozinofilni gastroenteritis

  - (K52.9) Neinfekcijski  gastroenteritis in kolitis, neopredeljen
    - Neinfekcijski izvor: driska, enteritis, ileitis, jejunitis, sigmoiditis

### (K55-K63) Druge bolezni črevesja
- (K55) Žilne okvare črevesja
  - (K55.0) Akutne žilne okvare črevesja
    - Mezenterijska embolija
    - Mezenterijska infarkcija
    - Mezenterijska tromboza

  - (K55.1) Kronične žilne okvare črevesja
    - Mezenterijska žilna insufienca
    - Mezenterijska ateroskleroza

  - (K55.2) Angiodisplazija kolona
  - (K55.8) Druge žilne okvare črevesja
  - (K55.9) Žilna okvara črevesja, neopredeljena
    - Ishemični kolitis BDO
    - Ishemični enteritis BDO
    - Ishemični enterokolitis BDO
- (K56) Paralizni ileus in črevesna obstrukcija brez hernije
  - (K56.0) Paralizni ileus
  - (K56.1) Intususceptcija
  - (K56.2) Volvulus
  - (K56.3) Ileus zaradi žolčnih kamnov
  - (K56.4) Druge vrste impakcija črevesja (zagozdenje črevesja)
    - Enterolit

  - (K56.5) Intestinalne adhezije (vezi) z obstrukcijo
  - (K56.6) Druga in neopredeljena intestinalna obstrukcija
    - Enterostenoza
    - Obstrukcijski ileus BDO

  - (K56.7) Ileus, neopredeljen
- (K57) Divertikli črevesja
  - (K57.0) Divertikli tankega črevesa s perforacijo in abscesom
  - (K57.1) Divertikli tankega črevesa brez perforacije ali abscesa
  - (K57.2) Divertikli debelega črevesa s perforacijo in abscesom
  - (K57.3) Divertikli debelega črevesa brez perforacije ali abscesa
  - (K57.4) Divertikli tankega in debelega črevesa s perforacijo in abscesom
  - (K57.5) Divertikli tankega in debelega črevesa brez perforacije ali abscesa
  - (K57.8) Divertikli črevesa, predel neopredeljen, s perforacijo in abscesom
  - (K57.9) Divertikli črevesa, predel neopredeljen, brez perforacije ali abscesa
    - Divertikli črevesa BDO
- (K58) Sindrom razdražljivega črevesa (iritabilnega kolona)
- (K59) Druge funkcijske motnje črevesja
  - (K59.0) Zaprtje (konstipacija)
  - (K59.1) [[Funkcijska driska
  - (K59.2) NeurNevrogeno črevo, ki ni uvrščeno drugje
  - (K59.3) Megakolon, ki ni uvrščen drugje
    - Dilatacija kolona
    - Toksični megakolon

  - (K59.4) Analni spazem
    - Proctalgia fugax

  - (K59.8) Druge opredeljene funkcijske motnje črevesja
    - Atonija kolona

  - (K59.9) Funkcijska črevesna motnja, neopredeljena
- (K60) Fisura in fistula področja zadnjika in danke
  - (K60.0) Akutna analna fisura
  - (K60.1) Kronična analna fisura
  - (K60.2) Analna fisura, neopredeljena
  - (K60.3) Analna fistula
  - (K60.4) Rektalna fistula
  - (K60.5) Anorektalna fistula
- (K61) Absces področja zadnjika in danke
  - (K61.0) Analni absces
    - Perianalni absces

  - (K61.0) Rektalni absces
    - Perirektalni absces

  - (K61.0) Anorektalni absces
  - (K61.0) Ishiorektalni absces
  - (K61.0) Intrasfinkerni absces
- (K62) Druge bolezni zadnjika in danke
  - (K62.0) Analni polip
  - (K62.1) Rektalni polip
  - (K62.2) Analni zdrs (prolaps)
  - (K62.3) Rektalni zdrs (prolaps)
  - (K62.4) Stenoza zadnjika in danke
  - (K62.5) Hemoragija zadnjika in danke
  - (K62.6) Ulkus zadnjika in danke
  - (K62.7) Radiacijski proktitis
  - (K62.8) Druge opredeljene bolezni zadnjika in danke
    - Proktitis BDO

  - (K62.9) Bolezen zadnjika in danke, neopredeljena
- (K63) Druge bolezni črevesja
  - (K63.0) Absces črevesa
  - (K63.1) Perforacija črevesa (netravmatska)
  - (K63.2) Fistula črevesa
  - (K63.3) Ulkus črevesa
  - (K63.4) Enteroptoza
  - (K63.5) Polip debelega črevesa
  - (K63.8) Druge opredeljene bolezni črevesa
  - (K63.9) Črevesna bolezen, neopredeljena

### (K65-K67) Bolezni peritoneja
- (K65) Peritonitis
- (K66) Druge okvare peritoneja
  - (K66.0) Peritonealne adhezije
  - (K66.1) Hemoperitonej
  - (K66.8) Druge opredeljene okvare peritoneja
  - (K66.9) Okvara peritoneja, neopredeljena
- (K67) Okvare peritoneja pri infekcijskih boleznih, uvrščenih drugje

### (K70-K77) Bolezni jeter
- (K70) Alkoholna bolezen jeter
  - (K70.0) Alkoholna zamaščenost jeter
  - (K70.1) Alkoholni hepatitis
  - (K70.2) Alkoholna fibroza in scleroza jeter
  - (K70.3) Alkoholna ciroza jeter
    - Alkoholna ciroza BDO

  - (K70.4) Alkoholna odpoved jeter
  - (K70.9) Alkoholna bolezen jeter, neopredeljena
- (K71) Toksična bolezen jeter
  - (K71.0) Toksična bolezen jeter s holestazo
  - (K71.1) Toksična bolezen jeter s hepatično nekrozo
  - (K71.2) Toksična bolezen jeter z akutnim hepatitisom
  - (K71.3) Toksična bolezen jeter s kroničnim persistentnim hepatitisom
  - (K71.4) Toksična bolezen jeter s kroničnim lobularnim hepatitisom
  - (K71.5) Toksična bolezen jeter s kroničnim aktivnim hepatitisom
  - (K71.6) Toksična bolezen jeter s hepatitisom, ki ni uvrščena drugje
  - (K71.7) Toksična bolezen jeter s fibroza in cirozo jeter
  - (K71.8) Toksična bolezen jeter z drugimi okvarami jeter
  - (K71.9) Toksična bolezen jeter, neopredeljena
- (K72) Odpoved jeter, ki ni uvrščena drugje
  - (K72.0) Akutna in subakutna odpoved jeter
  - (K72.1) Kronična odpoved jeter
  - (K72.9) Odpoved jeter, neopredeljena
- (K73) Kronični hepatitis, ki ni uvrščen drugje
  - (K73.0) Kronični peristenalni hepatitis, ki ni uvrščen drugje
  - (K73.1) Kronični loburalni hepatitis, ki ni uvrščen drugje
  - (K73.2) Kronični aktivni hepatitis, ki ni uvrščen drugje
  - (K73.8) Druge vrste kronični hepatitis, ki ni uvrščen drugje
  - (K73.9) Kronični hepatitis, neopredeljen
- (K74) Fibroza in ciroza jeter
  - (K74.0) Fibroza jeter
  - (K74.1) Skleroza jeter
  - (K74.2) Fibroza jeter s sklerozo jeter
  - (K74.3) Primarna biliarna ciroza
    - Kronični nesupurativni destruktivni holangitis

  - (K74.4) Sekundarna biliarna ciroza
  - (K74.5) Biliarna ciroza, neopredeljena
  - (K74.6) Druge vrste in neopredeljena ciroza jeter
- (K75) Druge vnetne bolezni jeter
  - (K75.0) Absces jeter
  - (K75.1) Flebitis vene porte
    - Pileflebitis

  - (K75.2) Nespecifični reaktivni hepatitis
  - (K75.3) Granulomatozni hepatitis, ki ni uvrščen drugje
  - (K75.4) Autoimunski hepatitis
  - (K75.8) Druge opredeljene vnetne bolezni jeter
  - (K75.9) Vnetna bolezen jeter, neopredeljena
    - Hepatitis BDO
- (K76) Druge bolezni jeter
  - (K76.0) Maščobna (sprememba) jeter, ki ni uvrščena drugje
  - (K76.1) Kronična pasivna kongestija jeter
  - (K76.2) Centralna hemoragična nekroza jeter
  - (K76.3) Infarkt jeter
  - (K76.4) Peliosis hepatis
    - Angiomatoza jeter

  - (K76.5) Venookluzivna bolezen jeter
  - (K76.6) Portalna hipertenzija
  - (K76.7) Hepatorenalni sindrom
  - (K76.8) Druge opredeljene bolezni jeter
  - (K76.9) Bolezen jeter, neopredeljena
- (K77) Druge okvare jeter pri boleznih, uvrščenih drugje

### (K80-K87) Okvare žolčnika, biliarnega trakta in trebušne slinavke (pankreasa)
- (K80) Holelitiaza
  - (K80.0) Kamen žolčnika z akutnim holecistitisom
  - (K80.1) Kamen žolčnika z druge vrste holecistitisom
  - (K80.2) Kamen žolčnika brez holecistitisa
    - Holecistolitiaza
    - Holelitiaza
    - Žolčni kamen (zagozden) žolčnikovega voda ali žolčnika

  - (K80.3) Kamen žolčnega voda s holangitisom
  - (K80.4) Kamen žolčnega voda s holecistitisom
  - (K80.5) Kamen žolčnega voda brez holangitisa ali holecistitisa
    - Holedoholelitiaza
    - Žolčni kamen (zagozden) žolčevoda, skupnega voda ali jetrnega voda

  - (K80.8) Druge vrste holelitiaze
- (K81) Holecistitis
- (K82) Druge bolezni žolčnika
  - (K82.0) Obstrukcija žolčnika
  - (K82.1) Hidrops žolčnika
  - (K82.2) Perforacija žolčnika
  - (K82.3) Fistula žolčnika
  - (K82.4) Holesteroloza žolčnika
    - Žolčnik, podoben rdeči jagodi

  - (K82.8) Druge opredeljene bolezni žolčnika
  - (K82.9) Bolezen žolčnika, neopredeljena
- (K83) Druge bolezni biliarnega trakta
  - (K83.0) Holangitis
  - (K83.1) Obstrukcija žolčevoda
  - (K83.2) Perforacija žolčevoda
  - (K83.3) Fistula žolčevoda
  - (K83.4) Spazem Odijevega sfinkerja
  - (K83.5) Biliarna cista
  - (K83.8) Druge opredeljene bolezni biliarnega trakta
  - (K83.9) Bolezen biliarnega trakta, neopredeljena
- (K85) Akutni pankreatitis
  - Abscess of pancreas
- (K86) Druge bolezni trebušne slinavke (pankreasa)
  - (K86.0) Kronični alkoholni pankreatitis
  - (K86.1) Druge vrste kronični pankreatitis
  - (K86.2) Cista trebušne slinavke
  - (K86.3) Psevdocista trebušne slinavke
  - (K86.8) Druge opredeljene bolezni trebušne slinavke
  - (K86.9) Bolezen trebušne slinavke, neopredeljena
- (K87) Nepravilnosti žolčnika, biliarnega trakta in trebušne slinavke pri boleznih, uvrščenih drugje

### (K90-K93) Druge bolezni prebavil
- (K90) Črevesna malabsorpcija
  - (K90.0) Celiakalija
    - Idiopatska steatoreja
    - Netropska sprue
    - Enteropatija, občutljiva na gluten

  - (K90.1) Tropska sprue
    - Sprue BDO
    - Tropska steatoreja

  - (K90.2) Sindrom slepe črevesne vijuge, ki ni uvrščen drugje
  - (K90.3) Pankreasna steatoreja
  - (K90.4) Malabsorpcija zaradi intolerance, ki ni uvrščena drugje
  - (K90.8) Druge vrste črevesna malabsorpcija
  - (K90.9) Črevesna malabsorpcija, neopredeljena
- (K91) Okvare prebavil po posegih, ki niso uvrščene drugje
  - (K91.0) Bruhanje po gastrointestinalnih kirurških posegih
  - (K91.1) Sindromi po kirurškem posegu na želodcu
    - Dumping postgastrektomijski sindrom
    - Postgastrektomijski sindrom
    - postvagotomijski sindrom

  - (K91.2) Malbsorpcija, po kirurških posegih, ki niso uvrščena drugje
  - (K91.3) Pooperativna črevesna obstrukcija
  - (K91.4) Motnja v delovanju kolostome
  - (K91.5) Poholecistektomijski sindrom
  - (K91.8) Druge okvare prebavil prebavil po posegih, ki niso uvrščene drugje
  - (K91.9) Okvara prebavil po posegu, neopredeljena
- (K92) Druge bolezni prebavil
  - (K92.0) Hematemeza
  - (K92.1) Melena
  - (K92.2) Gastrointestinalna krvavitev, neopredeljena
  - (K92.8) Druge opredeljene bolezni prebavil
  - (K92.9) Bolezen prebavil, neopredeljena
- (K93) Okvare prebavnih organov pri boleznih, uvrščenih drugje